# جان دلینی
جان دلنی (به انگلیسی: John Delaney) نمایندهٔ حوزه انتخابیه ششم مریلند از حزب دموکرات ایالات متحده آمریکا در مجلس نمایندگان ایالات متحده آمریکا است که برای نخستین‌بار در ۶ ژانویه ۲۰۱۳ میلادی به‌عضویت این مجلس درآمد.